# Gnejusz Pompejusz Młodszy
Gnaeus Pompeius Magnus minor, Gnejusz Pompejusz Młodszy (ur. ok. 75 p.n.e., zm. 12 kwietnia 45 p.n.e.) – starszy syn Pompejusza Wielkiego i Mucji Tercji, brat Sekstusa Pompejusza. 

## Życiorys
W 49 p.n.e. po przekroczeniu przez Cezara Rubikonu i wybuchu wojny domowej wraz z ojcem i większością konserwatywnych senatorów zbiegli na Wschód, gdzie organizował armię. Po przegranej bitwie pod Farsalos Pompejusz Wielki został zmuszony do ucieczki do Egiptu. Tam został zdradziecko zabity, a Gnejusz Młodszy z bratem przyłączyli się do przeciwników Cezara zbierających wojska w Afryce. Tam wodzowie podjęli decyzję o wysłaniu Gnejusza do Hiszpanii, gdzie wybuchło powstanie przeciwko cezariańskiemu namiestnikowi Kassjuszowi Longinusowi. 
Dzięki sporej popularności ojca wśród tubylców jak i obywateli rzymskich zamieszkujących Półwysep Iberyjski, szybko zgromadził znaczną armię. Wkrótce też dołączył do niego młodszy brat, Sekstus (nie wiadomo dokładnie czy nastąpiło to jeszcze przed, czy już po bitwie pod Tapsus). Armia Pompejuszów została  jednak pokonana przez Cezara w bitwie pod Mundą, w marcu 45 p.n.e. Kilka tygodni później Gnejusz został schwytany i stracony 12 kwietnia 45 p.n.e.